# Torregaveta
Torregaveta è una frazione dei comuni di Bacoli e Monte di Procida, nella città metropolitana di Napoli, in Campania, conta all'incirca un migliaio di abitanti.

## Geografia fisica
Frazione caratteristica dei Campi Flegrei, sorge in una zona collinare che affaccia sul Litorale Domitio, nella zona nord-ovest di Bacoli da cui dista circa 1 km.

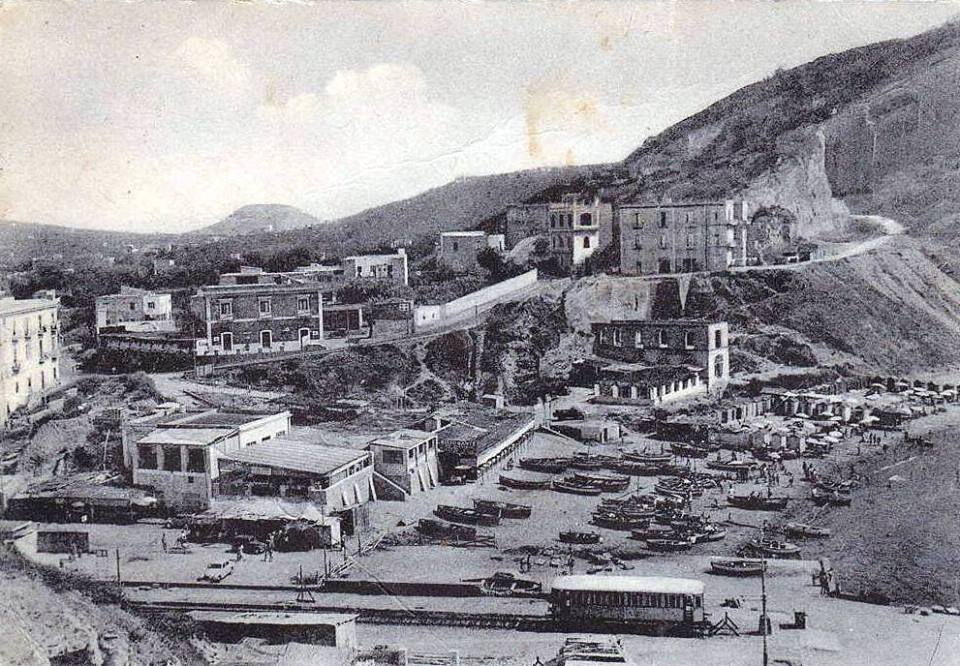
Antica veduta di Torregaveta

## Monumenti e luoghi d'interesse

### Siti archeologici
- Villa di Servilio Vatia[1] su uno sperone tufaceo.

### Architetture militari
- Torre Gaveta, una delle antiche torri costiere del Regno di Napoli, attualmente scomparsa.

## Infrastrutture e trasporti

### Ferrovie
La stazione ferroviaria di Torregaveta fa da capolinea alle linee Cumana e Circumflegrea, la Stazione è munita di quattro binari di testa utilizzati per il servizio viaggiatori.